# Unsichtbare Frauen
Unsichtbare Frauen: Wie eine von Daten beherrschte Welt die Hälfte der Bevölkerung ignoriert ist ein Sachbuch der britischen Autorin Caroline Criado-Perez aus dem Jahr 2019.

## Inhalt
Das Buch Unsichtbare Frauen beschreibt die nachteiligen Auswirkungen auf Frauen, die durch den Androzentrismus und geschlechtsspezifische Vorurteile bei der Erhebung großer Datenmengen verursacht werden.

## Rezeption
Unsichtbare Frauen beinhalte laut Cordelia Fine und Victor Sojo von The Lancet „mehrere faszinierende Fallstudien – aus so unterschiedlichen Bereichen wie Medizin, Arbeitsschutz, Transport, Technologie, Politik und Katastrophenhilfe“. Carol Tavris rezensierte es für das Skeptical Inquirer Magazine und stellte unter Bezugnahme auf Simone de Beauvoirs Standardwerk Das andere Geschlecht fest, dass die „theoretische Untermauerung dieses Buches nicht neu ist; jede Generation feministischer Wissenschaftlerinnen entdeckt Simone de Beauvoirs Beobachtungen von 1949, dass Frauen das zweite Geschlecht sind“.
Angela Saini bezeichnete das Buch in The Guardian als „ein Dossier zur Ungleichheit der Geschlechter, das dringende Maßnahmen“ erfordere. Das Buch mache deutlich, dass „Frauen keine Minderheit sind. Sie sind die Mehrheit. Sie sind absolut überall und waren es schon immer.“ Criado Perez zeige, dass „Frauen in einer Gesellschaft leben“ müssten, „die um Männer herum aufgebaut“ sei. „Von Straßenlaternen, damit wir uns sicher fühlen, bis hin zum Fehlen von Kinderbetreuungseinrichtungen am Arbeitsplatz scheint fast alles für den durchschnittlichen weißen Arbeiter und die durchschnittliche weiße Hausfrau konzipiert worden zu sein.“ Die Antwort von Criado Perez darauf sei, noch einmal nachzudenken, mehr Daten zu sammeln, diese Daten zu studieren und Frauen zu fragen, was sie wollten. Dennoch, schreibt Saini, sei es bei all den Daten, die die Autorin präsentiere, unklar, ob Regierungen ... das bewusst in Kauf nähmen: „Was uns mehr Sorgen bereiten sollte als die Datenlücke, ist diese riesige und scheinbar unlösbare Scheiß-egal-Lücke.“
Agnes Striegan schreibt in ihrer Rezension für die Süddeutsche Zeitung: „Das Buch ist ein Mammutwerk, ambitioniert, akribisch recherchiert, voll entsetzlicher, nützlicher Studien und Statistiken; eine Fundgrube an Argumenten für Feministinnen und Feminismus.“
In einem Artikel für das Magazin Literary Review lobt die feministische Autorin Joan Smith das Buch als unverzichtbare Lektüre, zumindest für diejenigen, für die die Ergebnisse von Criado Perez neu wären. „Dieses Buch, das die Voreingenommenheit von Männern sowohl in vertrauten (zumindest für mich) als auch in weniger offensichtlichen Szenarien demonstriert, stellt den Sachverhalt klar. Ich wusste zum Beispiel, dass Frauen nach einem Herzinfarkt schlechter abschneiden, weil sie andere Symptome aufweisen als Männer. Criado Perez zitiert Forschungsergebnisse, die zeigen, dass Frauen mit 50 Prozent höherer Wahrscheinlichkeit falsch diagnostiziert werden, weil sie in der Regel nicht den klassischen „Hollywood-Herzinfarkt“ erleiden, der mit Schmerzen in der Brust und im linken Arm beginnt. Aber ich wusste nicht, dass Frauen diejenigen sind, die bei einem Autounfall auch eher schwere Verletzungen erleiden, da Crashtest-Dummies traditionell so gestaltet wurden, dass sie den ‚durchschnittlichen‘ männlichen Körper widerspiegeln.“ Smith kommt zu dem Schluss, „dass die kumulative Wirkung all dieser Beweise verheerend“ sei, auch wenn sie bestätige, „was die meisten Frauen bereits“ wüssten.
Unsichtbare Frauen wurde in zahlreiche Sprachen übersetzt, darunter Französisch, Deutsch, Niederländisch, Italienisch, Spanisch, Polnisch, Finnisch, Portugiesisch, Persisch, Schwedisch, Isländisch, Dänisch, Griechisch, Litauisch, Estnisch, Tschechisch, Slowakisch, Ukrainisch, Türkisch und Chinesisch.

## Auszeichnungen
- 2019: Royal Society Insight Investment Science Book Prize[7]
- 2019: Financial Times and McKinsey Business Book of the Year Award[8]
- 2020: NDR Kultur Sachbuchpreis[9]

## Ausgaben
- Invisible Women: Data Bias in a World Designed for Men. Abrams Press, New York 2019, ISBN 978-1-4197-2907-2. (Originalausgabe)
- Unsichtbare Frauen: Wie eine von Daten beherrschte Welt die Hälfte der Bevölkerung ignoriert. Übersetzt von Stephanie Singh. btb Verlag, München 2020, ISBN 978-3-442-71887-0.
- Unsichtbare Frauen: Wie eine von Daten beherrschte Welt die Hälfte der Bevölkerung ignoriert. ABP Verlag, München 2021. Hörbuch, gelesen von Anja Taborsky.